# SV Union Salzgitter
Der SV Union Salzgitter ist ein deutscher Sportverein aus Salzgitter.

## Geschichte
Am 17. Februar 1920 wurde der SV Union Salzgitter in dem Gasthaus „Zur Börse“ als Fußballverein gegründet. Die erste Sportanlage fand der noch junge Sportverein 1921 in einer Freifläche am Schlingelahweg im Süden von Salzgitter-Bad. In den Folgejahren kamen weitere Abteilungen hinzu, so zum Beispiel die Leichtathletikabteilung oder die heute nicht mehr im SV Union organisierten Handballer und Kampfsportler. Nach dem Zweiten Weltkrieg gründete sich der SV Union zusammen mit anderen Vereinen unter dem Namen Sportfreunde Salzgitter neu, bald verließen aber viele Mitglieder den Verein, um ihre Stammvereine von vor dem Krieg wieder aufleben zu lassen.
In der Frühzeit der Bundesrepublik war der SV Union stark mit dem Bergbau in der Stadt Salzgitter verbunden, konnte also mit Fug und Recht als ein Arbeiterverein bezeichnet werden. Auf Grund des zunehmenden sportlichen Erfolgs des Vereins war es zwingend notwendig, dass der SV Union eine neue, größere Anlage erhielt. So wurde 1958 mit dem Bau des Union-Stadions begonnen, das bis heute am oberen Ende der Friedrich-Ebert-Straße steht. Der inoffizielle Zuschauerrekord soll bei einem der Aufstiegsspiele der Fußballer zur 2. Bundesliga erreicht worden sein und bei etwa 7.000 Zuschauern liegen.
Parallel zum sportlichen Abstieg der Fußballer erschütterten große finanzielle Probleme den Verein, der 1980 fast Konkurs ging und sein Stadion an die Stadt Salzgitter verkaufen musste. Im Jubiläumsjahr 2010 kann der Gesamtverein allerdings auf eine positive Entwicklung der letzten Jahre blicken: 2001 baute man in Eigenregie ein neues Vereinsheim. Am 15. September 2017 brachte der gesamte Verein ein eigenes Stickeralbum heraus. Abgebildet auf über 381 Stickern sind von den Bambinis bis zu den alten Herren alle Spieler und Funktionäre des Vereins abgebildet.

## Fußball

### Geschichte
Die erste Mannschaft des SV Union erreichte zweimal die NFV-Meisterschaft 1957 und 1973. Von 1973 bis 1984 spielten die Fußballer des SV Union Salzgitter in der Fußball-Oberliga Nord. Im DFB-Pokal 1975/76 sowie 1981/82 erreichte man jeweils die zweite Hauptrunde, in der man gegen Holstein Kiel mit 2:3 bzw. den Hamburger SV mit 0:4 den Kürzeren zog. Aus den Spielern des SV Union gingen auch Fußballnationalspieler hervor. Zu den bekanntesten zählt Wolfgang Dremmler, der heute Sportscout beim FC Bayern München ist.
Den ersten großen Erfolg nach dem Zweiten Weltkrieg erreichten die Fußballer des SVU mit der Erringung der Bezirksmeisterschaft in der Saison 1946/47. Danach ging es für den Verein aus der Stahlstadt stetig bergauf: Mit dem Meistertitel in der Amateurliga 4 1953 etablierte sich der SV Union als eine der erfolgreichsten Amateurmannschaften Niedersachsens. 1957 gelang dem Verein der erste ganz große Wurf. Unter Trainer Ernst Krafcyk, einer Salzgitteraner Fußballlegende, wurde mit einem 2:1-Sieg über den VfB Oldenburg die Niedersachsenmeisterschaft errungen.
Der A-Jugend des Vereins gelang 1966 der vielleicht größte Erfolg der Fußballsparte des SV Union, indem man durch einen 3:2-Erfolg über den Hamburger SV Norddeutscher Meister wurde. Diese Mannschaft bildete auch das Gerüst der so erfolgreichen Union-Truppe, die 1974 in die Amateuroberliga aufstieg und sich dort bis 1983 halten konnte. In der Ewigen Rangliste der (Amateur-)Oberliga Nord belegt der SV Union Salzgitter den zehnten Platz.
Der sportliche Abstieg in den 1980ern hatte vielfältige Gründe: Zum einen wurde die bis dato so erfolgreiche Jugendarbeit nicht mehr ausreichend genug vorangetrieben, zum anderen brachte die zunehmende Kommerzialisierung des Amateurfußballs nicht zu bewältigende finanzielle Probleme. So fand man sich 1995 nach einem Jahrzehnt voller Abstiegskampf und Abstiegen nur noch in der Landesliga Braunschweig wieder. Nach einigen Jahren auf Bezirksebene stürzte der Traditionsclub zur Saison 2003/04 gar bis in die Kreisliga ab.
Nach dem Aufstieg in die Bezirksliga in der Saison 2007/08 vollzog die Fußballabteilung einen Umbruch und setzte mehr und mehr auf Spieler aus der eigenen Jugend, die sich mit ihrem SV Union identifizieren können. Seit 2008 spielte die erste Mannschaft in der Bezirksliga Braunschweig 3, bevor im Jahre 2024 der Aufstieg in die Landesliga gelang. Ein Jahr später mussten die Unioner als abgeschlagener Tabellenletzter wieder runter in die Bezirksliga.

### Persönlichkeiten
- Wolfgang Dremmler
- Walter Gawletta
- Helmut Hosung
- Peter Lux

### Jugendfußball
Seit der Saison 2007/08 kooperiert der Verein SV Union Salzgitter im Jugendbereich mit dem SC Gitter. Beide Vereine sehen große Chancen in einer engen Zusammenarbeit. Die Mannschaften laufen alle unter dem Namen SC U SalzGitter auf. Mit 17 Jugendmannschaften ist der SC U die größte Jugendabteilung Salzgitters und ist von der D-Jugend an auf Bezirksebene vertreten.

## Kegelabteilung
Die Kegelabteilung des SV Union Salzgitter wurde am 9. Dezember 1966 gegründet. Die erste Kegelmannschaft des Vereins bestand fast vollständig aus ehemaligen Keglern eines Freizeitvereins aus Ohlendorf, die zwischenzeitlich in Goslar aktiv spielten. Ab 1967 nahmen zwei Herrenmannschaften und eine Damenmannschaft am Punktspielbetrieb teil. Bereits 1968 wurde eine Jugendabteilung gegründet.
Im Jahr 1974 wurde gemeinsam mit anderen Kegelvereinen eine Kegler-Leistungs-Gemeinschaft (KLG) gegründet. Innerhalb dieser Gemeinschaft erreichte auch die Mannschaft des SV Union Salzgitter einige ihrer größten Erfolge. So wurden neben mehreren Bezirks- und Landesmeistertiteln auch 15 deutsche Jugendmeistertitel sowie mehrere zweite und dritte Platzierungen in Mannschafts- und Einzeldisziplinen erreicht. Die Damenmannschaft wurde einmal Dritter bei der deutschen Meisterschaft und die Herren Vierter im deutschen Vereinspokal. Die Senioren B erreichten eine deutsche Meisterschaft und wurde zweimal Dritter. 1989 wurde die KLG erweitert und aus ihr die Sportkegler-Vereinigung Salzgitter (SKV).
Im Anschluss daran stieg die erste Herrenmannschaft noch mehrmals in die zweite Bundesliga auf, konnte sich dort aber nur schwer halten.

## Weitere Abteilungen
Basketball, Leichtathletik, Tischtennis, Ballett, Gesundheitssport, Breitensport, Rundumfit